# Parada de Pedrera-Vessanes (TRAM Alicante)
Pedrera-Vessanes es una parada del TRAM Metropolitano de Alicante donde presta servicio la línea 9. Está situada al sur de Denia, frente al IES Historiador Chabás.

## Localización y características
Se encuentra ubicada en la confluencia de la avenida Joan Fuster con la calle Médico Manuel Vallalta, desde donde se accede. Dispone de un andén y una vía. En esta parada se detienen los nuevos trenes duales de la línea 9.

## Líneas y conexiones
| << Cabecera | < Estación | Línea | Estación >    | Cabecera >> |
| ----------- | ---------- | ----- | ------------- | ----------- |
| Benidorm    | La Xara    |       | Bosc de Diana | Denia       |